# Vigø
Vigø is een Deens eilandje in de Helnæs Bugt, aan de Kleine Belt. Het eilandje ligt tussen Helnæs en Funen, ten noordoosten van Horsehoved en Illumø. Het eiland is bebouwd, maar wordt slechts tijdelijk bewoond. Vigø maakt net als de andere eilanden in de Helnæs Bugt deel uit van de parochie Svanninge, behorende tot de gemeente Faaborg-Midtfyn.

- Nationale Bibliotheek van Israël: 987007469600005171